# تشميم (كرخة)
تشميم (بالفارسية: چمیم) هي قرية تقع في إيران في قسم كرخة الريفي. يقدر عدد سكانها بـ 146 نسمة بحسب إحصاء 2016.